# Namibicola
Namibicola is een geslacht van vlinders van de familie snuitmotten (Pyralidae).

## Soorten
- N. barrettae (Hampson, 1901)
- N. karios Mey, 2011
- N. palmwagos Mey, 2011
- N. simplex Balinsky, 1994
- N. splendida Balinsky, 1991